# Józef Bach (inżynier)

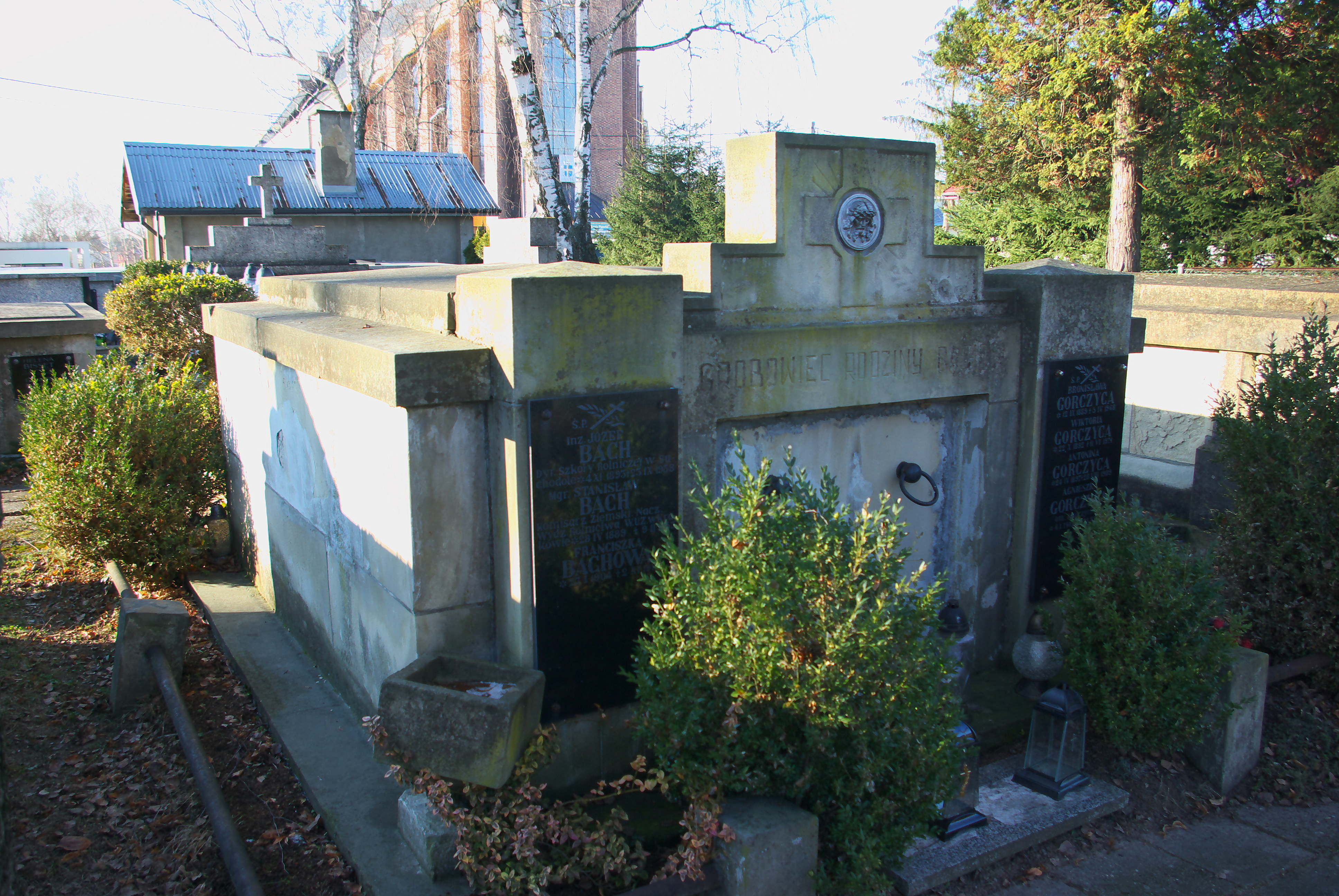
Grobowiec Józefa Bacha

Józef Bach (ur. 4 listopada 1893 w Borzęcinie, zm. 23 września 1938) – polski działacz niepodległościowy, rolniczy i społeczny, żołnierz, inżynier rolnik, nauczyciel.

## Życiorys
Urodził się 4 listopada 1893 w Borzęcinie w powiecie brzeskim jako syn Franciszka. Podczas I wojny światowej był żołnierzem Legionów Polskich. W okresie II Rzeczypospolitej pełnił funkcję prezesa Okręgowego Towarzystwa Rolniczego w Krośnie, był radcą Lwowskiej Izby Rolniczej, zasiadał w Radzie Powiatowej i Wydziale Powiatowym w Krośnie. Udzielał się także w organizacjach społecznych. Zawodowo pracował na stanowisku dyrektora Państwowej Szkoły Rolniczej w Suchodole. Zmarł 23 września 1938 w wieku 44 lat. Został pochowany na Cmentarzu Komunalnym w Krośnie (sektor A1-6-11).

## Ordery i odznaczenia
- Krzyż Niepodległości (10 grudnia 1931)[6]
- Srebrny Krzyż Zasługi (11 listopada 1936[7])